# Ivan Alberti
Ivan Alberti (Split, sredina 16. st. - Klis, 27. svibnja 1596.), splitski plemić i protuturski ratnik.
Podrijetlom je iz stare splitske patricijske obitelji Alberti, brat jezikoslovca Matije (1561. – 1623.) i arhiđakona splitskog kaptola Nikole (o. 1557. – 1642.).
Sudjelovao je u organizaciji akcije za oslobođenje Klisa od Turaka i uspio dobiti podršku pape Klementa VIII. (1592. – 1605.) i Habsburgovaca, a ujedno izbjeći mletačka nastojanja da osujete akciju. U tu svrhu boravio je 10. travnja 1594. kod pape u Rimu. Iste godine, uhitile su ga mletačke vlasti, koje nisu odobravale rat protiv Osmanlija te ga zatočile u Mletcima, ali uskoro je pušten na intervenciju Klementa VIII. te austrijskih nadvojvoda Ferdinanda i Maksimilijana.
Godine 1595. dobio je dopuštenje cara Rudolfa II. voditi pothvat protiv kliških Turaka u njegovo ime, nakon čega se je Ivan, početkom 1596., obratio uskocima za pomoć. Albertija su u akciji poduprijeli i splitski plemići Nikola Cindro i Franjo Martinić, njegov brat Nikola, kliški arhiđakon Pavao Sirotković (poljički glagoljaš), svećenik Anđeo Trogiranin i Antun Franjo Bartučević, glavni posrednik na dvoru cara Rudolfa II.
Noću, između 6. i 7. travnja 1596. godine, Ivan je s manjom grupom Splićana, Kaštelana, Šibenčana, Poljičana i oko 600 uskoka uspio prodrijeti u Klis i istaknuti zastavu Rudolfa II; u akciji mu je pomogao i Martin Posedarski. Međutim, Turci su uskoro doveli veliko pojačanje (oko 8000 vojnika) pod Klis, pa se kliška obrana našla u nezavidnoj situaciji, bez hrane i vode. Pomoć zapadnih saveznika uglavnom je izostala, a krajiški general Juraj Lenković koji je pošao u pomoć Albertiju s oko 1000 vojnika, dvaput je poražen pri pokušaju da prodre do Klisa. U takvim okolnostima, malobrojni branitelji Klisa nisu mogli ostvariti nikakav daljnji uspjeh.
Alberti je poginuo 27. svibnja, a preostali branitelji predali su se 30. svibnja, nakon čega je Klis opet pao u turske ruke.
Ova Albertijeva akcija i njima slične govore kako je legitimistički pokret tijekom 15. i 16. st. izraz svijesti dijela dalmatinskog plemstva o pripadnosti Dalmacije hrvatskom kraljevstvu i prihvaćanja ideje o kraljevskoj vlasti nad Dalmacijom ugarskih i hrvatskih vladara. U tom su smislu te akcije dijelom stogodišnjeg hrvatsko-turskog rata, a ne neke mletačke protuturske akcije. Štoviše, Šime je Ljubić ustvrdio proučavajući mletačke izvore utvrdio činjenicu da su Mlečani potpuno stali na stranu Osmanlija u velikoj borbi za Klis, tadanju metonimiju kršćanstva.

Svijest i stav tog dijela dalmatinskog plemstva o pripadnosti Hrvatskom Kraljevstvu nisu zamrle ni dvjesta godina poslije kliškog pothvata jer su se plemići 1797., prihvativši novu vlast, i dalje iskali da se Dalmacija pripoji zemljama nad kojima je vladar »koji nosi naslov kralja Hrvatske i Dalmacije«.
O ovoj su akciji pisali hrvatski znanstvenici Josip Ante Soldo,Franjo Divinić, Gašpar Vinjalić, Daniel Farlati, Šime Ljubić, Karlo Horvat, Franjo Rački, Radoslav Lopašić, Vjekoslav Klaić, Tadija Smičiklas, Grga Novak, Miroslav Granić, Nenad Moačanin, mletački G. N. Doglioni i drugi.